# Kamieniec (powiat opatowski)
Kamieniec – wieś w Polsce położona w województwie świętokrzyskim, w powiecie opatowskim, w gminie Iwaniska.
W latach 1975–1998 miejscowość należała administracyjnie do województwa tarnobrzeskiego.
Wieś stanowi sołectwo gminy Iwaniska.

## Części miejscowości
| SIMC    | Nazwa   | Rodzaj     |
| ------- | ------- | ---------- |
| 0793785 | Kolonie | część wsi  |
| 0793791 | Minków  | przysiółek |

## Historia
Wieś znana w wieku XV wymienia ją Długosz w L.B. t.I s.32, z zapisu wynika że Kamieniec należał w owym czasie do Jana z Oleśnicy herbu Dębno.
W wieku XIX Kamieniec stanowił wieś w powiecie opatowskim, gminie Iwaniska, parafii Mydłów. Wieś położona nad rzeką Koprzywianką, przy ujściu jej do Wisły, odległa od Opatowa 14 wiorst. Był tu młyn wodny. Według spisu miast, wsi, osad Królestwa Polskiego z 1827 roku, było tu 10 domów i 75 mieszkańców. W roku 1882, 11 domów i 88 mieszkańców z gruntem 299 mórg ziemi dworskiej i 82 morami należącymi do włościan. Wieś należy w tym czasie do dóbr Przepiórów.